# Винокуров, Николай Александрович
Никола́й Алекса́ндрович Виноку́ров (род. 19 июня 1952, Новосибирск) — советский и российский физик, заведующий лабораторией Института ядерной физики им. Г. И. Будкера Сибирского отделения РАН (1999), доктор физико-математических наук (1995), профессор (2003), член-корреспондент РАН (2011).
Специалист в области физики и техники лазеров на свободных электронах, автор более 180 научных работ. Имеет более 3300 цитирований своих работ, опубликованных в реферируемых журналах. Индекс Хирша (2022 год) — 27

## Биография
В 1974 Н. А. Винокуров окончил ФФ НГУ по специальности «Физика». Начал карьеру в Сибирском отделении АН СССР/РАН в 1974 году как стажер-исследователь. Стал ведущим научным сотрудником в 1988 году и заведующим сектором в 1990 году. Заведующий лабораторией Института ядерной физики СО РАН с 1999 года.
Работает на кафедре общей физики ФФ НГУ с 1988 года. Стал профессором кафедры физики ускорителей ФФ с 2002 года. Читает спецкурс «Электронная оптика и физика пучков заряженных частиц» и лекции по физике лазеров на свободных электронах.
Н. А. Винокуров написал научно-популярную статью о лазерах на свободных электронах в журнал «Наука из первых рук».
Выступал научным руководителем при защите шести кандидатских диссертаций.

## Научные вклад
С именем Н. А. Винокурова связано изобретение в 1977 году (совместно с А. Н. Скринским) модификации лазера на свободных электронах — оптического клистрона. Под его руководством на синхротроне ВЭПП-3 был собран первый оптический клистрон, после чего все работающие в мире лазеры на свободных электронах на электронных накопителях были сделаны по той же схеме. Н. Винокуровым были впервые предложены и реализованы оригинальные технические решения для ондуляторов (магнитных систем для генерации электромагнитного излучения проходящими через них электронами), которые теперь используются на всех электронных накопителях — источниках рентгеновского излучения (ондулятор с переменным зазором, гибридный ондулятор и др.). Им был выполнен цикл теоретических и экспериментальных работ, позволивших впервые в мире (1988) создать лазер на свободных электронах, работающий в ультрафиолетовом диапазоне длин волн. Используя длинный ондулятор оригинальной конструкции, Н. Винокуров провёл цикл экспериментов по изучению влияния квантовых флуктуаций на движение отдельного электрона.
Под его руководством в ИЯФ им. Г. И. Будкера сооружён лазер на свободных электронах на базе высокочастотного ускорителя-рекуператора. Запущенные первая (2003) и вторая (2009) очереди данной установки обеспечивают генерацию лазерных пучков в терагерцовом диапазоне, по мощности (импульсная до 1 МВт, средняя 500 Вт) в сотни раз превышающих аналоги. В отличие от обычных мощных лазеров длина волны излучения Новосибирского лазера на свободных электронах может плавно перестраиваться в достаточно большом диапазоне (от 240 мкм до 30 мкм), что открывает дорогу новым перспективным исследованиям, недоступным обычным лазерам. Ускоритель-рекуператор Новосибирского ЛСЭ является первым (и по состоянию на 2009 год единственным) в мире многодорожечным ускорителем-рекуператором.
Сооружение источника терагерцового излучения с перестраиваемой длиной волны открыло возможности для проведения в терагерцовом спектральном диапазоне исследований различных биологических объектов, исследований нанообъектов и развития методов нанодиагностики, а также для изучения различных физических, фотохимических и биохимических процессов.
Н. Винокуров принимал и принимает участие в разработке и реализации ряда зарубежных проектов. Под его руководством созданы компактный субмиллиметровый лазер на свободных электронах для Корейского института атомной энергии, ондулятор оригинальной конструкции с изменяемой поляризацией общей длиной около 12 м для университета Дьюка (США) и другие ондуляторы. Н. Винокуровым была предложена и теоретически обоснована общепринятая сейчас схема рентгеновского лазера на свободных электронах с секционированным ондулятором. Его метод характеризации ошибок магнитного поля был применён при создании первого в мире рентгеновского лазера на свободных электронах в Стэнфорде (США), успешный запуск которого прошёл в 2009 году.

## Награды

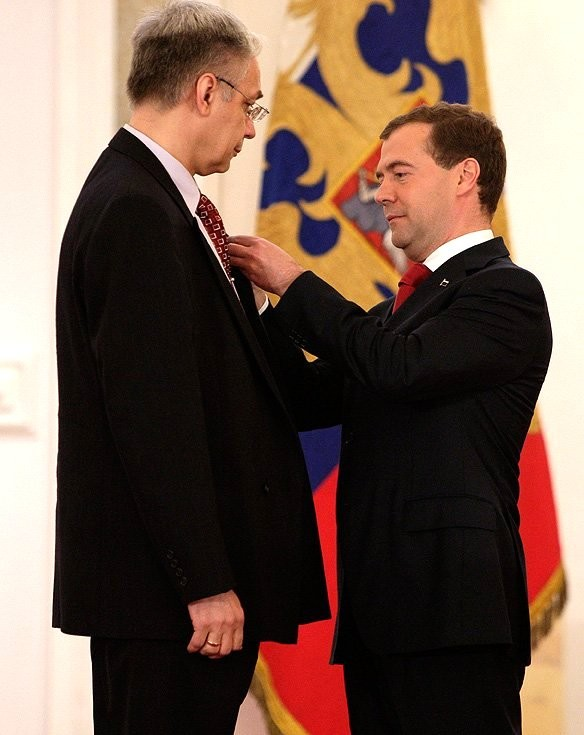
Торжественное вручение Государственной премии Президентом РФ Дмитрием Медведевым

- Диплом I ст. на конкурсах прикладных работ СО АН СССР (1985, 1989)[5].
- Международная премия за выдающийся вклад в физику и технику ЛСЭ (1991)[5].
- Премия им. А. Комптона (Аргоннская национальная лаборатория, США) за разработку ондуляторных источников рентгеновского излучения (1995)[5].
- орден Дружбы (2007)[8].
- Государственная премия Российской Федерации в области науки и технологий за достижения в области разработки и создания лазеров на свободных электронах[9] (2009).
- Избран почётным членом Американского физического общества (2019)[10].
- орден Почёта (2024) — за большой вклад в развитие отечественной науки, многолетнюю плодотворную деятельность и в связи с 300-летием со дня основания Российской академии наук[11].